# Expedição Africana Smithsonian–Roosevelt

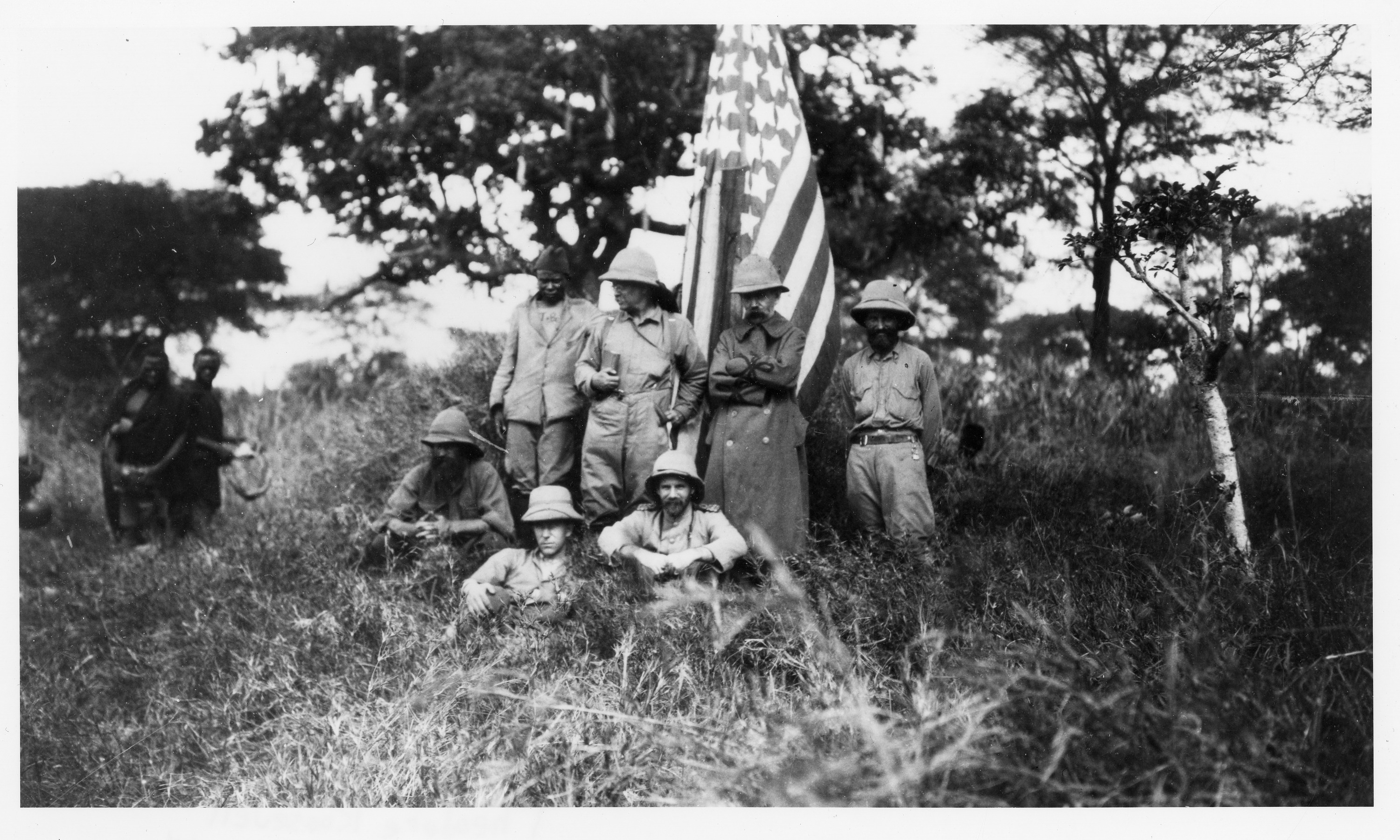
Participantes da expedição, Smithsonian Institution Archives.

A Expedição Africana Smithsonian-Roosevelt foi uma jornada científica organizada após o término do mandato presidencial de Theodore Roosevelt. Em 1909, liderada por Roosevelt e financiada pela Smithsonian Institution, a expedição tinha como objetivo coletar espécimes para o recém-estabelecido Museu Nacional de História Natural em Washington, D.C.A [1].  Além de Theodore Roosevelt, a expedição contou com a presença de seu filho Kermit Roosevelt, do major Edgar Alexander Mearns, um renomado na turalista, do taxidermista J. Alden Loring e de outros cientistas e caçadores experientes. Durante a expedição, que durou de 1909 a 1910, o grupo viajou por partes da África Oriental, incluindo o que é hoje o Quênia, a Tanzânia e o Congo. Eles coletaram mais de 11.000 espécimes de plantas e animais, que variavam de pequenos insetos a grandes mamíferos africanos [2]. Os espécimes coletados durante a expedição proporcionaram material valioso para pesquisa científica e foram cruciais para o desenvolvimento das coleções do Smithsonian. A expedição também contribuiu para o campo da taxonomia e da biogeografia, oferecendo insights sobre a diversidade e distribuição das espécies africanas.
Theodore Roosevelt, conhecido por suas políticas de conservação nos Estados Unidos, promoveu a ideia de conservação da vida selvagem também através desta expedição. Suas experiências na África reforçaram suas crenças na necessidade de preservar os ambientes naturais e suas espécies. A expedição deixou um legado duradouro na história natural e na conservação. No entanto, também foi objeto de críticas devido à grande quantidade de animais caçados. Hoje, é vista dentro de um contexto histórico, refletindo as atitudes da época em relação à exploração e conservação da natureza.
Expedição Africana Smithsonian–Roosevelt foi uma expedição à África liderada pelo presidente americano Theodore Roosevelt e equipada pela Smithsonian Institution. Seu objetivo era coletar espécimes para o novo "Natural History Museum" da Smithsonian, hoje conhecido como National Museum of Natural History. A expedição coletou cerca de 11.400 espécimes de animais que os naturalistas da Smithsonian levaram oito anos para catalogar. Após a expedição, Roosevelt a narrou em seu livro "African Game Trails".[carece de fontes?]